# Battle Mountain (Nevada)
Battle Mountain je sídlo v okrese Lander County ve státě Nevada ve Spojených státech amerických. Je zároveň správním střediskem tohoto okresu. V rámci stejnojmenného území pro sčítání lidu (census-designated place) žije přibližně 3 700 obyvatel.
V roce 1866 byly v oblasti objeveny zásoby mědi, později také zlata. Společnost Central Pacific Railroad sem vybudovala železniční trať, na které byla roku 1870 zřízena stanice, u které vzniklo městečko.
Přes Battle Mountain prochází dálnice Interstate 80, jihovýchodně od městečka se nachází letiště.